# William Stanley Jevons

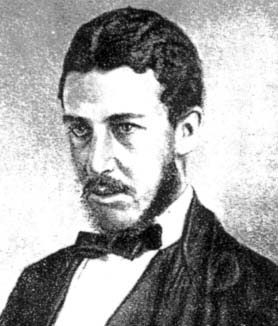
William Stanley Jevons.

William Stanley Jevons (1 september 1835 – 13 augustus 1882) was een Britse econoom en logicus.

## Leven
Hij kwam uit een familie van unitariërs. Zijn vader was ijzerhandelaar, maar ging in 1848 failliet. Jevons studeerde natuurwetenschappen aan University College London, maar brak in 1854 zijn studie af en werd metaalanalist bij de Munt van Australië.
In 1859 keerde hij terug naar Engeland en rondde zijn studie af. In 1863 werd hij tutor en in 1866 hoogleraar aan het Owens College in Manchester en begon hij te publiceren over logica en economie. In 1876 werd hij professor politieke economie aan het University College in Londen.

## Werk

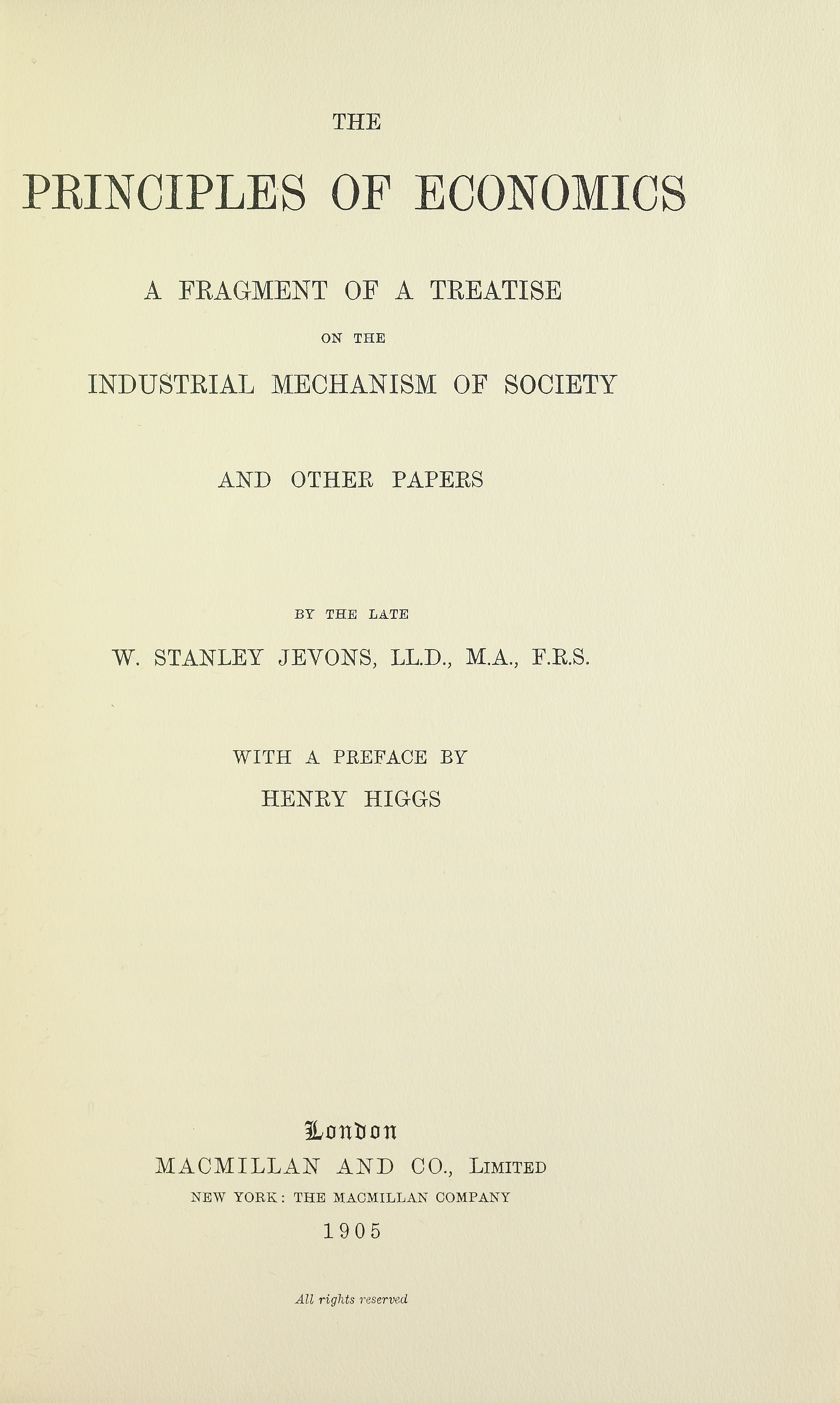
Principles of economics, 1905

### Nutstheorie
Jevons formuleerde al vroeg in zijn carrière de leerstellingen die zijn meest karakteristieke en originele bijdragen aan de economie en logica zouden vormen. De nutstheorie die de basis werd van zijn algemene theorie van de politieke economie, beschreef hij al in een van zijn brieven uit 1860. De kiem van zijn logische principes van de vervanging van gelijken kan worden gevonden in de opvatting die hij in een brief uit 1861 verkondigde, dat men tot de conclusie zou komen dat filosofie uitsluitend bestaat uit het wijzen op de gelijkenis der dingen.
In 1862 publiceerde hij het artikel A General Mathematical Theory of Political Economy voor de British Association. Hierin stond zijn impliciete doctrine dat de economie in essentie een wiskundige wetenschap is. Zo kwam hij tot een continue wiskundige functie van de beschikbare hoeveelheid van een product die het nut moest uitdrukken.
Dit artikel vond echter noch in 1862, noch vier jaar later, toen het in de Journal of the Statistical Society werd gepubliceerd, veel weerklank. Het was pas in 1871, toen zijn Theory of Political Economy verscheen, dat Jevons zijn doctrines in een volledig uitgewerkte vorm uiteenzette. Pas na de publicatie van dit werk maakte Jevons kennis met de toepassingen van de wiskunde op de politieke economie door eerdere schrijvers, met name Antoine-Augustin Cournot en Hermann Heinrich Gossen. De nutstheorie werd rond 1870 op enigszins vergelijkbare wijze, maar onafhankelijk ontwikkeld door Carl Menger (Oostenrijkse School) en Léon Walras (school van Lausanne).
De ontdekking van het verband tussen de ruilwaarde en het finale of marginale nut lag bij Gossen, maar dit doet niets af aan het grote verdienste van Jevons voor de Britse economie door zijn hernieuwde ontdekking van dit principe en door de manier waarop hij met zijn boodschap uiteindelijk een breed publiek wist te bereiken. In zijn reactie op de heersende opvatting drukte hij zich soms wat ongenuanceerd uit: de verklaring, in het begin van de Theory of Political Economy bijvoorbeeld, dat de waarde geheel afhankelijk is van het nut, leende zich tot misverstanden. Maar een zekere overdrijving kan een schrijver worden vergeven die de aandacht van een onverschillige publiek probeert te trekken. De neo-klassieke revolutie, die de economie een complete gedaanteverwisseling zou doen ondergaan, was begonnen.

## Boeken
- Pure Logic; or, the Logic of Quality apart from Quantity (Edward Stanford, London, 1864)
- The Coal Question (1865); gevaar dat uitputting van steenkool economische groei doet dalen. Zijn oplossing: beperking van nationale schuld, zodat groei van productief kapitaal wordt bevorderd.
- Principles of Science (1874)
- Theory of Political Economy (1871)
- Elementary Lessons in Logic (1870) (in het Nederlands: Logica )
- Robert Adamson; Harriet A. Jevons, eds., Pure logic and other minor works (1890)